# Ордульф (герцог Саксонії)
Ордульф (*Orthilius von Sachsen бл. 1020  —28 березня 1072) — герцог Саксонії у 1059—1072 роках.

## Життєпис
Походив з роду біллунгів. Син Бернхарда II, герцога Саксонії, та Ейліки фон Швайнфурт. замолоду брав участь у війнах проти ободритів та данів. 1042 року одружився з донькою Олафа II, короля Норвегії, що став союзником Саксонії проти Данії. 1043 році брав участь у війні на боці свого шварга Магнуса I, короля Норвегії та Данії, проти претендента Свейна Естрідсена.
У 1059 році після смерті батька став новим герцогом Саксонії. З самого початку продовжив боротьбу з бременським архієпископом Адальбертом. У 1066 році зрештою здобув успіх у боротьбі з архієпископом Бремену. Останній за умовами угоди був змушений поступитися третиною своїх володінь синові Ордульфа — Магнусу, спадкоємцю герцога. Того ж року дав прихисток Будівою, сину Готшалка, князя ободритів.
У 1068—1069 роках надав підтримку Будівою у боротьбі за владу з Круто над Ободритським князівством. В результаті саксонці змогли на деякий час зайняти основні області. У 1070 році Круто знову відновив владу.
У 1071 році померла його перша дружина. Того ж року одружився з донькою графа фон Хальденслебен. Водночас став готувати похід проти Круто. Втім перші бойові дії не призвели до успіху.
Помер 1072 року. Поховано у церкві Святого Михайла в Люнебурзі (родинній усипальниці Біллунгів).

## Родина
1 Дружина — Вульфільда, донька Олафа II, короля Норвегії
Діти:
- Магнус (1045—1106), герцог Саксонії у 1072—1106 роках
- Бернхард (1047—1083)

2 Дружина — Гертруда, донька графа Конрада фон Хальденслебен